# Stazione di Aki-Nagatsuka
La stazione di Aki-Nagatsuka (安芸長束駅?, Aki-Nagatsuka-eki) è una stazione ferroviaria situata nel quartiere di Asaminami-ku a Hiroshima, nella prefettura omonima in Giappone. Si trova lungo la linea Kabe.

## Linee e servizi
JR West
■ Linea Kabe

## Struttura
La stazione è costituita da un marciapiede a isola con due binari passanti. L'accesso al fabbricato viaggiatori è possibile grazie a un passaggio a livello pedonale interno, ed è quindi necessario attraversare a raso i binari. La stazione supporta la bigliettazione elettronica ICOCA e dispone di biglietteria presenziata..
| 1 | ■ Linea Kabe | per Yokogawa e Hiroshima |
| 2 | ■ Linea Kabe | per Midorii e Kabe       |

## Stazioni adiacenti
| «          | Servizio   | »          |
| Linea Kabe | Linea Kabe | Linea Kabe |
| ---------- | ---------- | ---------- |
| Mitaki1    | Locale     | Shimo-Gion |